# 바가텔, 작품 번호 33 (베토벤)
피아노 독주를 위한 《일곱 개의 바가텔, 작품 번호 33》은 1801–2년에 루트비히 판 베토벤에 의해 쓰이고, 1803년에 빈의 예술과 산업 상점 사를 통해 출판되었다. 이 작품은 베토벤의 초기 양식에서 매우 전형적인, 초기 고전 시대의 많은 구성적 특징을 유지한다.
1. Andante grazioso quasi allegretto (내림마장조)
2. Scherzo - Allegro (다장조)
3. Allegretto (바장조)
4. Andante (가장조)
5. Allegro ma non troppo (다장조)
6. Allegretto quasi andante (라장조)
7. Presto (내림가장조)

## 같이 보기
- 바가텔, 작품 번호 119
- 바가텔, 작품 번호 126